# Test di Breusch-Pagan
Il test di Breusch-Pagan (noto anche come test di Cook-Weisberg) è un test d'ipotesi di eteroschedasticità in un modello di regressione lineare. Sviluppato nel 1979 da Trevor Breusch e Adrian Pagan, è stato riscoperto indipendentemente in una forma leggermente estesa da Ralph Dennis Cook e Sanford Weisberg nel 1983.
Esso è valido per grandi campioni, assume che gli errori siano indipendenti e normalmente distribuiti e che la loro varianza ({\displaystyle \sigma _{t}^{2}}) sia funzione lineare del tempo t secondo:
{\displaystyle ln(\sigma _{t}^{2})=a+bt}
ciò implica che la varianza aumenti o diminuisca al variare di t, a seconda del segno di b. Se si ha
l'omoschedasticità, si realizza l'ipotesi nulla:
{\displaystyle H_{0}:b=0}
Contro l'ipotesi alternativa bidirezionale:
{\displaystyle H_{1}:b\neq 0}
Per la sua verifica, si calcola una regressione lineare, a partire da un diagramma di dispersione 
che:
- sull'asse delle ascisse riporta il tempo t
- sull'asse delle ordinate il valore dei residui corrispondente

Si ottiene una retta di regressione, la cui devianza totale (SQR) è in rapporto alla devianza d'errore precedente (SQE) calcolata con i dati originari secondo una relazione di tipo quadratico che, se è vera l'ipotesi nulla, al crescere del numero delle osservazioni si distribuisce secondo una variabile casuale chi quadro con un grado di libertà.
Esiste un test di Breusch-Pagan che misura l'indipendenza degli errori di una regressione ad effetti fissi.